# 威爾遜 (馬里蘭州-西維吉尼亞州)
威爾遜（英語：Wilson）是位於美國馬里蘭州加勒特縣及西維吉尼亞州格蘭特縣的一個非建制地區。

## 地理
威爾遜所處的海拔為高於海平面760米（即2493英呎），而該地所採用的時區為UTC-5，即北美东部時區（EST）。同時該地設有夏令時間，為UTC-5調快一小時，即UTC-4（EDT）。